# Henk van den Belt
Henk van den Belt (Leeuwarden, 8 juni 1971) is een Nederlands predikant, theoloog en hoogleraar systematische theologie aan de Vrije Universiteit Amsterdam en de Theologische Universiteit Apeldoorn.
Van den Belt groeide op in een gezin waarvan zijn vader ook predikant was. De vader van Henk van den Belt was vrijgemaakt-gereformeerd predikant van Twijzel. Zijn moeder was van huis uit christelijk-gereformeerd.
Van den Belt studeerde theologie in Leiden en promoveerde daarna in Leiden bij Bram van de Beekop het proefschrift: ”Autopistia. The Self-Convincing Authority of Scripture in Reformed Theology”. Als predikant diende Van den Belt van 1995-2008 de hervormde gemeenten van Oud-Alblas, Delft en Nijkerk.
De Gereformeerde Bond in de Protestantse Kerk benoemde Van den Belt in 2008 tot bijzonder universitair docent aan het departement godgeleerdheid van de Universiteit Utrecht. In verband met de verhuizing van de Protestantse Theologische Universiteit (PThU) in 2012 naar de Vrije Universiteit (VU) in Amsterdam en de Rijksuniversiteit Groningen (RUG) verplaatste de Gereformeerde Bond haar leerstoelen naar Amsterdam en Groningen. Daardoor werd Van den Belt per 1 september 2012 voltijds hoogleraar aan de theologische faculteit van de Rijksuniversiteit Groningen. In 2018 benoemde de Vrije Universiteit (VU) Van den Belt tot hoogleraar systematische theologie aan de faculteit religie en theologie. Hij is de opvolger van prof. dr. Kees van der Kooi. In 2023 benoemde de bijzondere generale synode van de Christelijke Gereformeerde Kerken de Hervormde Van den Belt tot hoogleraar systematische theologie aan de Theologische Universiteit Apeldoorn (TUA). Op de TUA is hij de opvolger van prof. dr. Arnold Huijgen. Hierdoor is Van den Belt zowel parttime hoogleraar in Amsterdam als in Apeldoorn.
Van den Belt is naast zijn hoogleraarschap tevens directeur van het Cornelis Graafland Centrum en coördinator van het Herman Bavinck Center for Reformed and Evangelical Theology.
Hij is getrouwd en heeft zes kinderen.